# 福尔纳切
福尔纳切（義大利語：Fornace），是意大利特伦托自治省的一个市镇。总面积7平方公里，人口1316人，人口密度188.0人/平方公里（2009年）。ISTAT代码为022089。